# Thylane Blondeau
Thylane Léna-Rose Loubry Blondeau (Aix-en-Provence, 2001. április 5. –) francia modell, színésznő.

## Élete
Blondeau négyévesen kezdett modellként dolgozni Jean Paul Gaultier francia divattervezőnek.
Tízévesen heves vitát gerjesztett a gyerekek szexualizálásáról a reklámokban és a médiában a Vogue Paris egyik mellékletében, a Vogue Enfants-ban való szereplésével, ahol fiatal kora ellenére felnőtt ruhákban és sminkben jelenik meg.

## Magánélete
Apja Patrick Blondeau labdarúgó, anyja  Véronika Loubry színésznő, televíziós műsorvezető.

## Filmjei
| Title                                     | Year | Role      | Director         | Notes |
| ----------------------------------------- | ---- | --------- | ---------------- | ----- |
| Belle és Sébastien – A kaland folytatódik | 2015 | Gabrielle | Christian Duguay |       |

## Fordítás
- Ez a szócikk részben vagy egészben  a   Thylane Blondeau című angol Wikipédia-szócikk ezen változatának fordításán alapul.  Az eredeti cikk szerkesztőit annak laptörténete sorolja fel. Ez a jelzés csupán a megfogalmazás eredetét és a szerzői jogokat jelzi, nem szolgál a cikkben szereplő információk forrásmegjelöléseként.